# Ramon Camps i Miró
Ramon Camps i Miró   (Barcelona, 24 de setembre de 1884 - Sant Esteve Sesrovires, 1936) va ser un industrial, catequista, director de coral i compositor català. Fou el fundador de tres orfeons a Barcelona i l'autor de diverses obres teatrals i musicals. Era el net de l'escriptor de la Renaixença Antoni Camps i Fabrés (1822-1882), anomenat el “fabricant poeta”.

## Biografia
Va néixer a Barcelona, tot i que va viure una gran part de la seva vida a Sant Vicenç dels Horts. Va morir a conseqüència de la Guerra Civil Espanyola l'any 1936 a mans d'una milícia republicana.
Durant la seva estada a Sant Vicenç dels Horts va fundar tres orfeons a Pallejà i Torrelles de Llobregat. Es casà amb Rosa Reverter Roca, filla d'un terratinent de Sant Vicenç dels Horts, el 16 de març de 1910.

## Formació
Ramon Camps es va formar l'escola de Jesuïtes Casp, situada a l'Eixample de Barcelona. La seva formació va ser exclusivament cristiana, es va dedicar a fer de catequista al Centre Catòlic de Sant Pere Apòstol i va participar ajudant els malalts de l'Hospital de la Santa Creu. Va dirigir el cor de Sant Pere Apòstol, fundat uns anys abans pel mestre Joan Llongueras, i va fundar el cor “La Violeta” de Fort Pienc.
De jove va rebre classes de piano i de violí. També va rebre instrucció tècnica especialitzada sobre maquinària tèxtil a França i es va fer càrrec de la fàbrica de cordes de la família.

## Obra
- Salut i Feina!
- Avant...!
- Judit
- Una núvia a Montserrat